# علي سعيد بن حرمل الظاهري
علي سعيد بن حرمل الظاهري (مواليد 1974) رجل أعمال من الإمارات العربية المتحدة. يشغل حاليًا منصب رئيس مجلس إدارة جامعة أبوظبي  وشغل سابقًا منصب المدير العام لمركز أبوظبي الوطني للمعارض (ADNEC).  

## التعليم والوظيفة المبكرة
علي سعيد بن حرمل الظاهري من مواليد 1974. أنهى درجة الماجستير في إدارة الأعمال من الجامعة الأمريكية في واشنطن العاصمة بعد فترة وجيزة، أسس عددًا من المشاريع التجارية عبر الأقسام المختلفة. في عام 1995، بدأ العمل في الحكومة على إستراتيجية التحسين، والمؤتمرات، وإدارة التعليم  ومنذ ذلك الحين نشط في العمل الحكومي واستراتيجية التحسين، والمؤتمرات وإدارة التعليم. حصل على درجة الدكتوراه في الإدارة من جامعة دورهام بالمملكة المتحدة. 